# Bongo Fury
A Bongo Fury Frank Zappa és Captain Beefheart jellemzően élő, 1975-ös albuma, a hivatalos diszkográfiában a 21. A koncertfelvételek 1975 májusában az Armadillo World Headquartersben készültek Austinban, a stúdiófelvételek pedig 1975 januárjában (a One Size Fits All és a Studio Tan egyes darabjaival egyidőben).

## A lemezről
Ez az album jelent meg utoljára "Mothers" név alatt, és ezen az albumon hallható utoljára a hetvenes évek Zappa-hangját meghatározó zenészek nagy része (Napoleon Murphy Brock, George Duke, Bruce Fowler, Tom Fowler). Captain Beefheart vendégként szerepelt ezen a '75 tavaszi turnén, énekelt és szájharmonikázott.
Ez az első lemez, amin Terry Bozzio dobos játszott.

## A lemez számai
Minden szám szerzője Frank Zappa, kivéve a 3. és a 8., amit Don Van Vliet írt.
1. "Debra Kadabra" (live) – 3:54
2. "Carolina Hard-Core Ecstasy" (live) – 5:59
3. "Sam With the Showing Scalp Flat Top" (live) – 2:51
4. "Poofter's Froth Wyoming Plans Ahead" (live) – 3:03
5. "200 Years Old" – 4:32
6. "Cucamonga" – 2:24
7. "Advance Romance" (live) – 11:17
8. "Man With the Woman Head" (live) – 1:28
9. "Muffin Man" (live) – 5:34

## Közreműködők

### Zenészek
- Frank Zappa – gitár, ének
- Napoleon Murphy Brock – szaxofon, ének
- Captain Beefheart – ének, harmonika
- George Duke – billentyűs hangszerek, ének
- Bruce Fowler – harsona, tánc
- Tom Fowler – basszusgitár, tánc
- Terry Bozzio – dobok
- Chester Thompson – dobok
- Denny Walley – ének, slide gitár

### Technikai stáb
- Michael Braunstein – hangmérnök
- Frank Hubach – hangmérnök
- Kelly Kotera – hangmérnök
- Kerry McNabb – hangmérnök
- Davey Moire – hangmérnök
- Cal Schenkel – borítóterv
- Bob Stone – hangmérnök
- Mike Stone – hangmérnök
- John Williams – fotó

## Külső hivatkozások
- Dalszövegek és információk – az Information Is Not Knowledge honlapon